# Múlt nyáron, hirtelen (film)
A Múlt nyáron, hirtelen (Suddenly, Last Summer) Tennessee Williams azonos című színműve alapján készült 1959-es amerikai thriller, filmdráma, Joseph L. Mankiewicz rendezésében. A főszerepben Katharine Hepburn, Elizabeth Taylor és Montgomery Clift. A produkciót három Oscar-díjra jelölték, Elizabeth Taylor alakításáért Golden Globe-díjat és David di Donatello-díjat is nyert.
A film Williams stílusára jellemző dél gótikus jegyeket hordozza: az erőszakos halál, homoszexualitás és az őrültség mind ennek a műfajnak groteszkké torzult témái.

## Cselekmény
Dr. Cukrowicz (Montgomery Clift) egy fiatal idegsebész, aki egy elmegyógyintézetben dolgozik és a homloklebenymetszésre szakosodott. Violet Venable (Katharine Hepburn), egy vagyonos özvegy keresi fel őt, akinek fia, Sebastian tavaly nyáron életét vesztette. Unokahúga, Catherine (Elizabeth Taylor) az egyetlen tanú, de az elméje valamiért hirtelen megbomlott. Violet úgy hiszi, hogyha a sebész megoperálná a lányt, rá tudnának jönni a rejtély nyitjára. Cserébe az intézménynek adományt kínál fel. 
Dr. Cukrowicz úgy dönt, előbb megvizsgálja Catherine-t, mert elbizonytalanítja az a kevés információ, ami Sebastian halálát körüllengi, valamint nem biztos Mrs. Venable indítékában. Catherine egy magán tulajdonú intézményben tartózkodik, amit apácák tartanak fenn. Dr. Cukrowicz a vizsgálat után úgy találja, hogy Catherine-nal minden rendben: egészen addig, amíg Sebastian halálát meg nem említik. Catherine borzalmas emlékképek foglyává válik, ezért a férfi átszállíttatja a saját intézményébe, és apránként összerakja magában a képet. Sebastian költő volt, aki évek hosszat arra használta az édesanyját, hogy a jóképű és vonzó férfiakat magához csalja. Tavaly nyáron azonban Sebastian úgy döntött, hogy a csali helyét Elizabeth fogja átvenni.
Dr. Cukrowicz elhatározza, hogy végrehajt egy kísérletet, vagyis rekonstruálni fog egy szituációt, hogy felszínre hozza azt, amit Catherine elnyom magában. Mrs. Venable házába viszi a lányt, megitat vele egy igazságszérumféle italt, Catherine hallucinációi visszatérnek, hogy aztán összeálljanak egy teljes, borzadályos történetté. Sebastian pénzt kínált fel a férfiaknak, hogy szexuális kapcsolatba kerüljön velük. Tavaly nyáron azonban egy csapat éhező szegény fiatalba botlott, akik pénzért bármit megtettek volna. Sebastian azonban visszautasította őket, de a férfiak nem hagyták elmenni. Addig üldözték őt, amíg egy hegyen a romok között sarokba szorították. Mire Catherine utoléri őket, hogy Sebastiannak segítsen, a férfit darabokra szedték és elfogyasztották.
Catherine a történet végeztével magához tér, és többé nincsenek hallucinációi. Ellenben Mrs. Venable-t annyira sokkolja az egész, hogy nem képes többé a valóságban maradni.

## Szereplők
| Színész              | Szerep                     | Magyar hangja  |
| -------------------- | -------------------------- | -------------- |
| Elizabeth Taylor     | Catherine Holly            | Pálmai Anna    |
| Katharine Hepburn    | Mrs. Violet Venable        | Kováts Adél    |
| Montgomery Clift     | Dr. Cukrowicz              | Fekete Ernő    |
| Albert Dekker        | Dr. Lawrence J. Hockstader | Tóth Zoltán    |
| Mercedes McCambridge | Mrs. Grace Holly           | Murányi Tünde  |
| Gary Raymond         | George Holly               | Járai Máté     |
| Mavis Villiers       | Miss Foxhill               | n.a            |
| Joan Young           | Felicity nővér             | Molnár Piroska |
| Patricia Marmont     | Benson nővér               | n.a            |

további magyar hangok: Balsai Móni

## Fontosabb díjak és jelölések
| Díj                    | Kategória                                                                    | Eredmény |
| ---------------------- | ---------------------------------------------------------------------------- | -------- |
| Golden Globe-díj       | Golden Globe-díj a legjobb női főszereplőnek – filmdráma – Elizabeth Taylor  | Elnyerte |
| Golden Globe-díj       | Golden Globe-díj a legjobb női főszereplőnek – filmdráma – Katharine Hepburn | Jelölve  |
| Oscar-díj              | Oscar-díj a legjobb női főszereplőnek – Katharine Hepburn                    | Jelölve  |
| Oscar-díj              | Oscar-díj a legjobb női főszereplőnek – Elizabeth Taylor                     | Jelölve  |
| Oscar-díj              | Oscar-díj a legjobb látványtervezésért                                       | Jelölve  |
| David di Donatello-díj | Arany Tál a legjobb színésznőnek: Elizabeth Taylor                           | Elnyerte |